# NGC 2505
NGC 2505 è una vasta galassia a spirale barrata situata nella costellazione della Lince, a una distanza di circa 348 milioni di anni luce dalla nostra Via Lattea.

## Scoperta
La galassia è stata scoperta il 18 marzo 1790 dall'astronomo britannico di origine tedesca William Herschel.

## Descrizione
NGC 2505 ha una classe di luminosità I.